# Anastrepha pittieri
Anastrepha pittieri är en tvåvingeart som beskrevs av Caraballo 1985. Anastrepha pittieri ingår i släktet Anastrepha och familjen borrflugor. Inga underarter finns listade i Catalogue of Life.